# مورین مک‌گورن
 مورین مک‌گورن (انگلیسی: Maureen McGovern؛ زادهٔ ۲۷ ژوئیهٔ ۱۹۴۹) یک موسیقی‌دان اهل ایالات متحده آمریکا است. وی از سال ۱۹۷۲ میلادی تاکنون مشغول فعالیت بوده‌است.